# Te cunosc de undeva! (Sezonul 3)
Sezonul 3 al emisiunii de divertisment Te cunosc de undeva! a debutat pe Antena 1 la data de 16 februarie 2013. Emisiunea a fost prezentată de Alina Pușcaș și Cosmin Seleși.
Juriul este format din Andreea Bălan, Ozana Barabancea, Aurelian Temișan și Andrei Aradits. 
Pe data de 11 mai 2013, sezonul 3 a ajuns la final, câștigătorul fiind Pepe. Locul 2 a fost ocupat de Simona Nae, iar locul 3 de Șerban Copoț.

## Distribuția

### Celebrități
- Andrei Ștefănescu
- Sonny Flame
- Anda Adam
- Ioana Anuța ( JO )
- Simona Nae
- Pepe
- Rona Hartner
- Șerban Copoț

### Juriul
- Andreea Bălan
- Ozana Barabancea
- Aurelian Temișan
- Andrei Aradits

### Jurizare
După ce concurenții și-au făcut transformările, fiecare din membrii juriului acordă note de la 5 la 12. După notarea concurenților se alcătuia un clasament provizoriu al juriului. La acest clasament se adăugau punctele acordate de concurenți. Și anume, fiecare dintre concurenți avea la dispoziție cinci puncte pe care să le acorde artistului preferat. După adunarea tuturor punctelor, se mai adaugă niște ultime 5 puncte date de trupa The Colours. Concurentul cu cel mai mare punctaj după cele două jurizări câștiga ediția respectivă și primea 1000 de euro, pe care urma să îi doneze. La finalul sezonului, celebritatea câștigătoare a primit 15.000 de euro.

## Interpretări
Legendă:
     Câștigător
| Star               | Ediția 1         | Ediția 2         | Ediția 3              | Ediția 4         | Ediția 5          | Ediția 6             | Ediția 7             |  |
| ------------------ | ---------------- | ---------------- | --------------------- | ---------------- | ----------------- | -------------------- | -------------------- |  |
| Andrei Ștefănescu  | Michael Buble    | Ileana Sărăroiu  | Chris Martin          | Aurelian Temișan | Ștefan Bănică Jr. | Britney Spears       | Khaled               |  |
| Sonny Flame        | Francesco Napoli | Robbie Williams  | Loredana              | Michael Jackson  | Dalida            | Ini Kamoze           | David Gahan          |  |
| Anda Adam          | Sarah Brightman  | Alex Velea       | Alicia Keys           | Lauryn Hill      | Cornelia Catanga  | Amy Winehouse        | Pepe                 |  |
| Ioana Anuța ( JO ) | Joe Dassin       | Carly Rae Jepsen | Lady Gaga             | Skizzo Skillz    | Jennifer Lopez    | Leo Rodriguez        | Nana Mouskouri       |  |
| Simona Nae         | Elena Ionescu    | Lara Fabian      | Goran Bregovic        | Jessica Jay      | Rihanna           | Corina Chiriac       | Anda Adam            |  |
| Pepe               | Shakira          | Dan Teodorescu   | PSY                   | Adele            | The Mad Stuntman  | Thalia               | Mihai Constantinescu |  |
| Rona Hartner       | Roman Iagupov    | Vonda Shepard    | Luigi Ionescu         | Dolly Parton     | Boy George        | Maria Ciobanu        | Sonny Flame          |  |
| Șerban Copoț       | CRBL             | Roy Orbison      | Gheorghe Dinică       | Angela Moldovan  | Puya              | Tarkan               | Bruno Mars           |  |
|                    |                  |                  |                       |                  |                   |                      |                      |  |
| Star               | Ediția 8         | Ediția 9         | Ediția 10             | Ediția 11        | Ediția 12         | FINALA               |                      |  |
| Andrei Ștefănescu  | Elvis Presley    | Emilia           | Jacob Miller          | Anna Lesko       | Angela Similea    | Cristi Enache        |                      |  |
| Sonny Flame        | Beyonce          | Low Deep T       | Călin Goia            | D`Banj           | Mioara Velicu     | Iuliu Merca          |                      |  |
| Anda Adam          | Lykke Li         | Ion Dolănescu    | Melanie Thornton      | Katy Perry       | Alexandra Stan    | Cristi Minculescu    |                      |  |
| Ioana Anuța (JO)   | Gabi Luncă       | Aura Dione       | Duffy                 | Demis Roussos    | Pink              | Dan Bittman          |                      |  |
| Simona Nae         | Flavius Buzilă   | Ruby             | Florian Pittiș        | Maria Tănase     | Jessica Simpson   | Catherine Zeta-Jones |                      |  |
| Pepe               | Celia Cruz       | Scatman John     | Viorica de la Clejani | Aurel Moldoveanu | Joe Cocker        | Julie Andrews        |                      |  |
| Rona Hartner       | Corina           | Madonna          | Annie Lennox          | Tina Turner      | Nelu Vlad         | Louis Armstrong      |                      |  |
| Șerban Copoț       | Jim Morrison     | Anda Călugăreanu | Oscar Benton          | Julio Iglesias   | Connect-R         | John Travolta        |                      |  |